# Montlevon
Montlevon est une commune française située dans le département de l'Aisne, en région Hauts-de-France.

## Géographie

### Localisation
Montlevon est située dans le département de l'Aisne, à vol d'oiseau à 67,3 km au sud de la préfecture de Laon, et à 13,4 km au sud-est de la sous-préfecture de Château-Thierry. Elle se trouve à 88 km à l'est de Paris.
La commune est limitrophe de six communes, Pargny-la-Dhuys (1,7 km), Montigny-lès-Condé (3 km), Courboin (4 km), Viffort (6 km), Dhuys-et-Morin-en-Brie (9,9 km) et Nesles-la-Montagne (10,1 km).
| Nesles-la-Montagne | Courboin                                                    | Montigny-lès-Condé                               |
| Viffort            | Montlevon                                                   | Pargny-la-Dhuys                                  |
|                    | Dhuys-et-Morin-en-Brie (Cne deléguée de Fontenelle-en-Brie) | Dhuys-et-Morin-en-Brie (Cne deléguée d'Artonges) |

### Géologie et relief
Village très étendu, avec de nombreuses vallées convergentes, offrant de nombreux points de vue remarquables.

### Quartiers, hameaux, lieux-dits et écarts
Les hameaux de la commune sont Auclaine, le Mont Picheny et Montharmault.

### Hydrographie
La commune est située dans le bassin Seine-Normandie. Elle est drainée par l'aqueduc de la Dhuis, la Dhuis, le cours d'eau 01 des Forges, le cours d'eau 02 des Roches, le fossé 01 de Chauffour, le ru Bornet, le ru des Rieux, le ru du Cour Dimanche, le ru Forget, Ravin de Beulard et Ravin de Confremeaux,,.
L'aqueduc de la Dhuis est un un aqueduc souterrain d'Île-de-France et d'Aisne, construit entre 1863 et 1865. Il sert à fournir en eau les communes du Val d'Europe, dont le complexe Disneyland Paris à l'est de l'Île-de-France.
La Dhuis, d'une longueur de 21 km, prend sa source dans la commune de Janvilliers et se jette  dans le Surmelin à Celles-lès-Condé, après avoir traversé neuf communes.

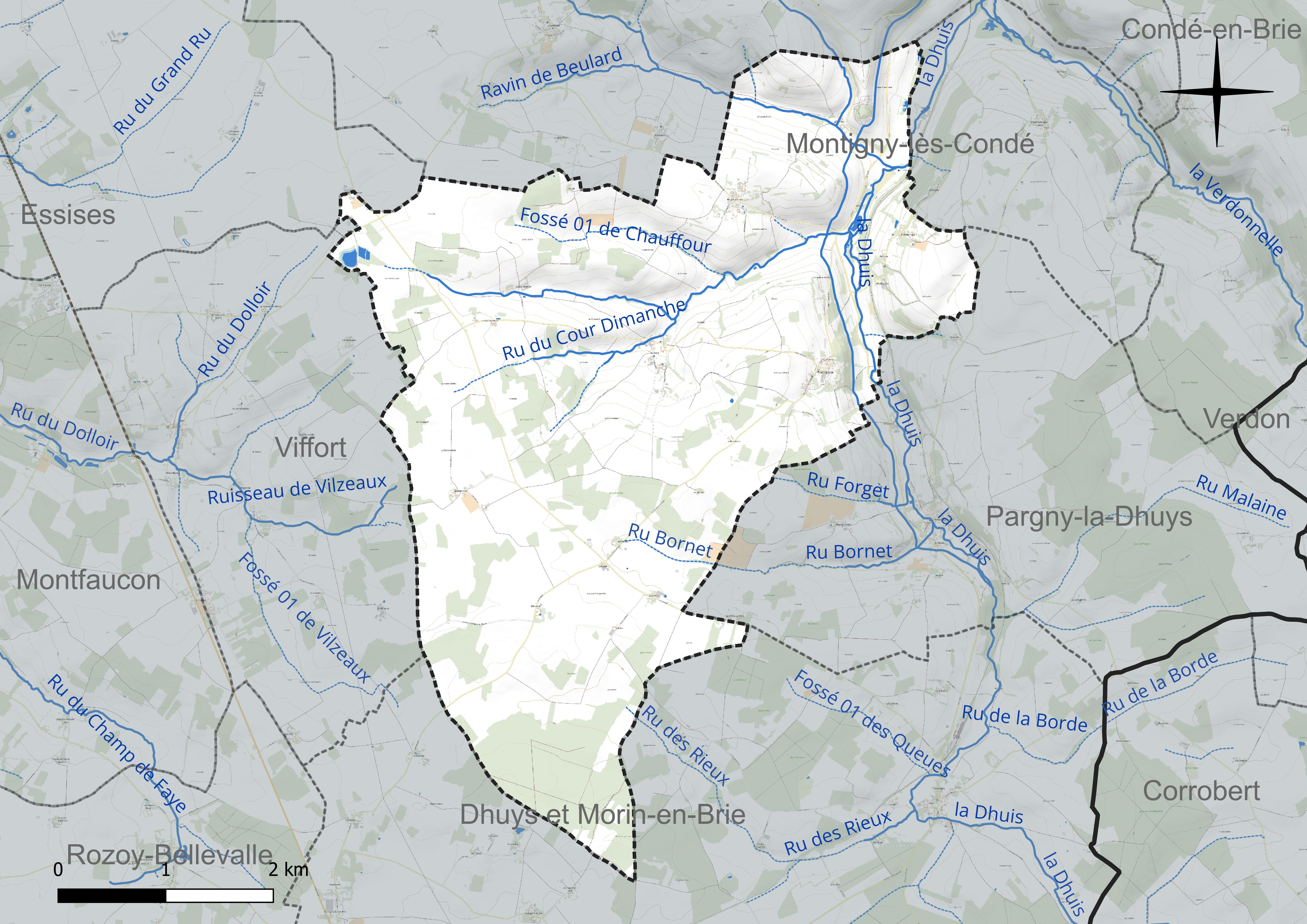
Réseau hydrographique de Montlevon.

### Climat
Pour des articles plus généraux, voir Climat des Hauts-de-France et Climat de l'Aisne.
En 2010, le climat de la commune est de type climat océanique dégradé des plaines du Centre et du Nord, selon une étude du CNRS s'appuyant sur une série de données couvrant la période 1971-2000. En 2020, Météo-France publie une typologie des climats de la France métropolitaine dans laquelle la commune est exposée à un climat océanique altéré et est dans la région climatique Nord-est du bassin Parisien, caractérisée par un ensoleillement médiocre, une pluviométrie moyenne régulièrement répartie au cours de l'année et un hiver froid (3 °C).
Pour la période 1971-2000, la température annuelle moyenne est de 10,6 °C, avec une amplitude thermique annuelle de 15,4 °C. Le cumul annuel moyen de précipitations est de 758 mm, avec 12,1 jours de précipitations en janvier et 8,1 jours en juillet. Pour la période 1991-2020, la température moyenne annuelle observée sur la station météorologique la plus proche, située sur la commune de Blesmes à 10 km à vol d'oiseau, est de 10,6 °C et le cumul annuel moyen de précipitations est de 713,0 mm,. Pour l'avenir, les paramètres climatiques de la commune estimés pour 2050 selon différents scénarios d'émission de gaz à effet de serre sont consultables sur un site dédié publié par Météo-France en novembre 2022.

## Urbanisme

### Typologie
Au 1er janvier 2024, Montlevon est catégorisée commune rurale à habitat dispersé, selon la nouvelle grille communale de densité à 7 niveaux définie par l'Insee en 2022.
Elle est située hors unité urbaine. Par ailleurs la commune fait partie de l'aire d'attraction de Paris, dont elle est une commune de la couronne,.

### Occupation des sols
L'occupation des sols de la commune, telle qu'elle ressort de la base de données européenne d'occupation biophysique des sols Corine Land Cover (CLC), est marquée par l'importance des territoires agricoles (83,8 % en 2018), une proportion identique à celle de 1990 (83,8 %). La répartition détaillée en 2018 est la suivante :
terres arables (66,5 %), prairies (16,2 %), forêts (16,2 %), zones agricoles hétérogènes (1,1 %).
L'évolution de l'occupation des sols de la commune et de ses infrastructures peut être observée sur les différentes représentations cartographiques du territoire : la carte de Cassini (XVIIIe siècle), la carte d'état-major (1820-1866) et les cartes ou photos aériennes de l'IGN pour la période actuelle (1950 à aujourd'hui).

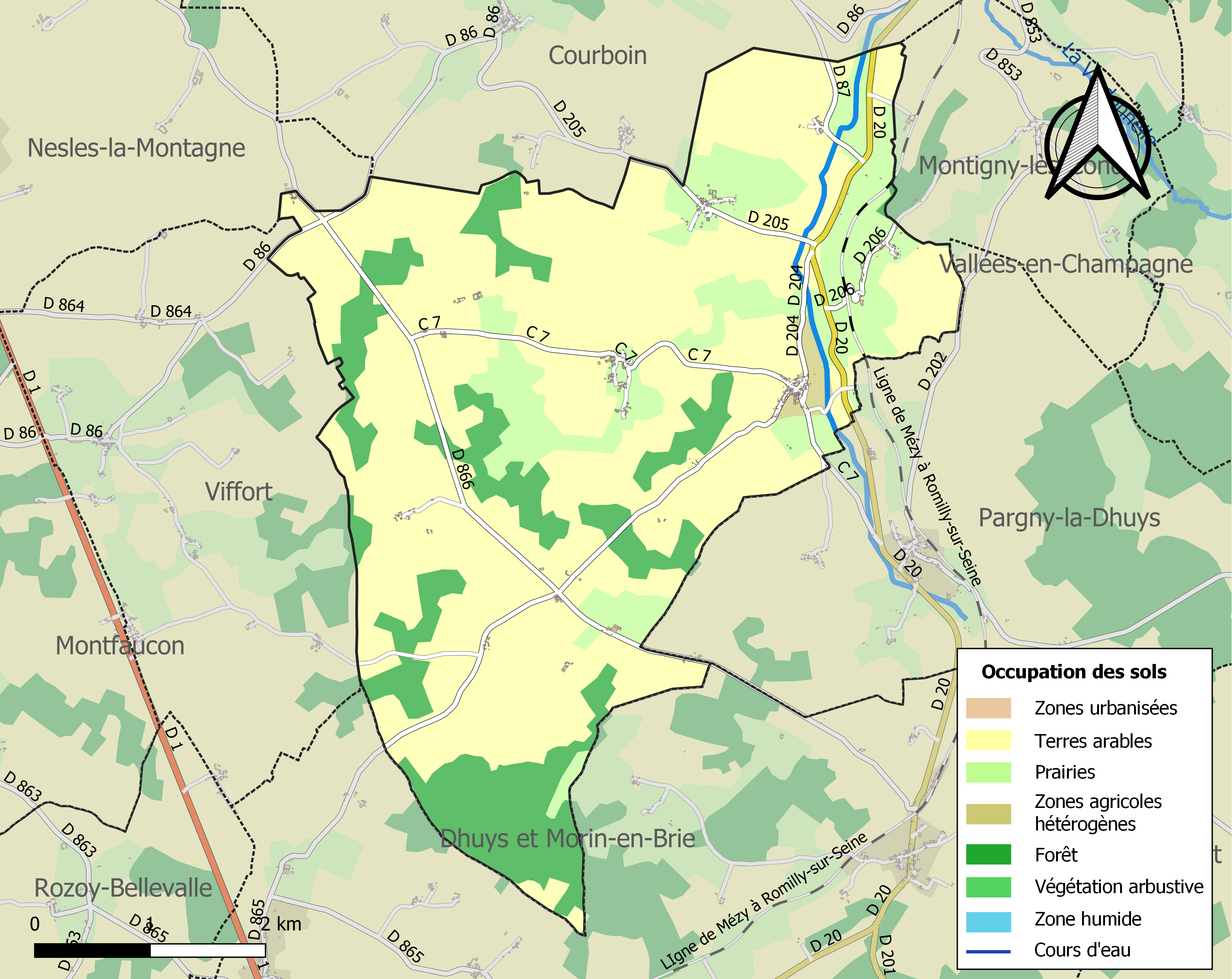
Carte de l'occupation des sols de la commune en 2018 (CLC).

## Toponymie
Le nom de la localité est attesté sous les formes Monslivonis (1110) ; Monlevon (1202) ; Mollevon (1210) ; Molevon (1235) ; Mollevon-in-Bria (1274) ; Moolevon (1413) ; Moullevon-en-Brye (1524) ; Moulevon-en-Brie (1632) ; Molvon (1641) ; Montlivon (1647) ; Paroisse de Saint-Martin-de-Molevon.

## Politique et administration

### Découpage territorial
La commune de Montlevon est membre de la communauté d'agglomération de la Région de Château-Thierry, un établissement public de coopération intercommunale (EPCI) à fiscalité propre créé le 1er janvier 2017 dont le siège est à Étampes-sur-Marne. Ce dernier est par ailleurs membre d'autres groupements intercommunaux.
Sur le plan administratif, elle est rattachée à l'arrondissement de Château-Thierry, au département de l'Aisne et à la région Hauts-de-France. Sur le plan électoral, elle dépend du  canton d'Essômes-sur-Marne pour l'élection des conseillers départementaux, depuis le redécoupage cantonal de 2014 entré en vigueur en 2015, et de la cinquième circonscription de l'Aisne  pour les élections législatives, depuis le dernier découpage électoral de 2010.

### Administration municipale
| Période                                  | Période                   | Identité       | Étiquette | Qualité                                  |
| ---------------------------------------- | ------------------------- | -------------- | --------- | ---------------------------------------- |
| Les données manquantes sont à compléter. |                           |                |           |                                          |
| mars 2001                                | mai 2020                  | Edgard Vervaet | DVD       | Retraité Réélu pour le mandat 2014-2020, |
| mai 2020                                 | En cours (au 28 mai 2020) | Nelly Guedrat  |           |                                          |

## Démographie
L'évolution du nombre d'habitants est connue à travers les recensements de la population effectués dans la commune depuis 1793. Pour les communes de moins de 10 000 habitants, une enquête de recensement portant sur toute la population est réalisée tous les cinq ans, les populations de référence des années intermédiaires étant quant à elles estimées par interpolation ou extrapolation. Pour la commune, le premier recensement exhaustif entrant dans le cadre du nouveau dispositif a été réalisé en 2008.

En 2022, la commune comptait 289 habitants, en évolution de −2,69 % par rapport à 2016 (Aisne : −1,97 %, France hors Mayotte : +2,11 %).
| 1793 | 1800 | 1806 | 1821 | 1831 | 1836 | 1841 | 1846 | 1851 |
| ---- | ---- | ---- | ---- | ---- | ---- | ---- | ---- | ---- |
| 472  | 553  | 496  | 516  | 550  | 586  | 584  | 647  | 663  |

| 1856 | 1861 | 1866 | 1872 | 1876 | 1881 | 1886 | 1891 | 1896 |
| ---- | ---- | ---- | ---- | ---- | ---- | ---- | ---- | ---- |
| 615  | 616  | 668  | 547  | 515  | 514  | 497  | 508  | 515  |

| 1901 | 1906 | 1911 | 1921 | 1926 | 1931 | 1936 | 1946 | 1954 |
| ---- | ---- | ---- | ---- | ---- | ---- | ---- | ---- | ---- |
| 504  | 514  | 502  | 419  | 412  | 385  | 387  | 326  | 318  |

| 1962 | 1968 | 1975 | 1982 | 1990 | 1999 | 2006 | 2008 | 2013 |
| ---- | ---- | ---- | ---- | ---- | ---- | ---- | ---- | ---- |
| 301  | 287  | 234  | 227  | 249  | 255  | 253  | 252  | 282  |

| 2018 | 2022 | - | - | - | - | - | - | - |
| ---- | ---- | - | - | - | - | - | - | - |
| 304  | 289  | - | - | - | - | - | - | - |

## Culture locale et patrimoine

### Lieux et monuments

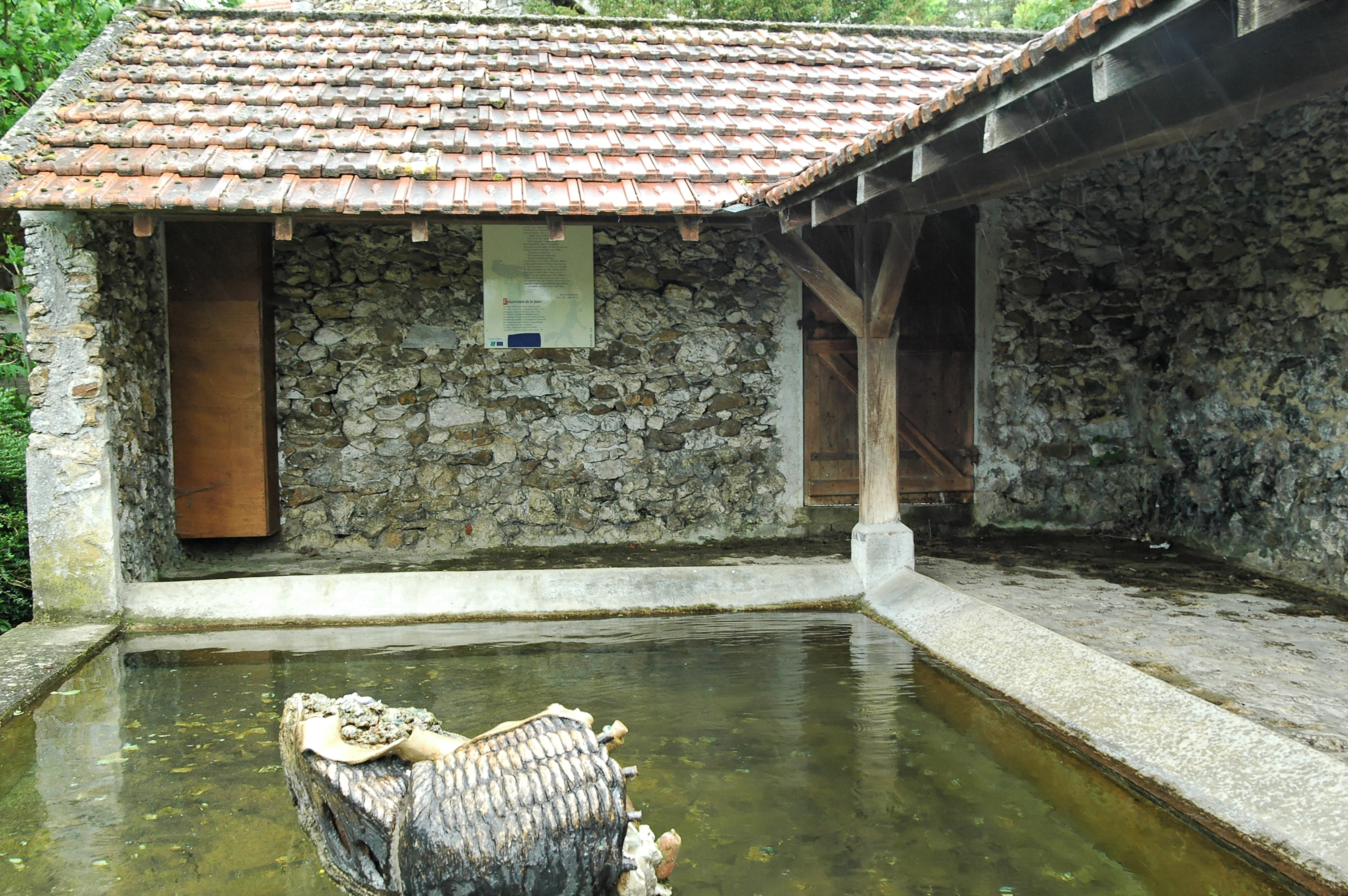
Un lavoir de Montlevon.

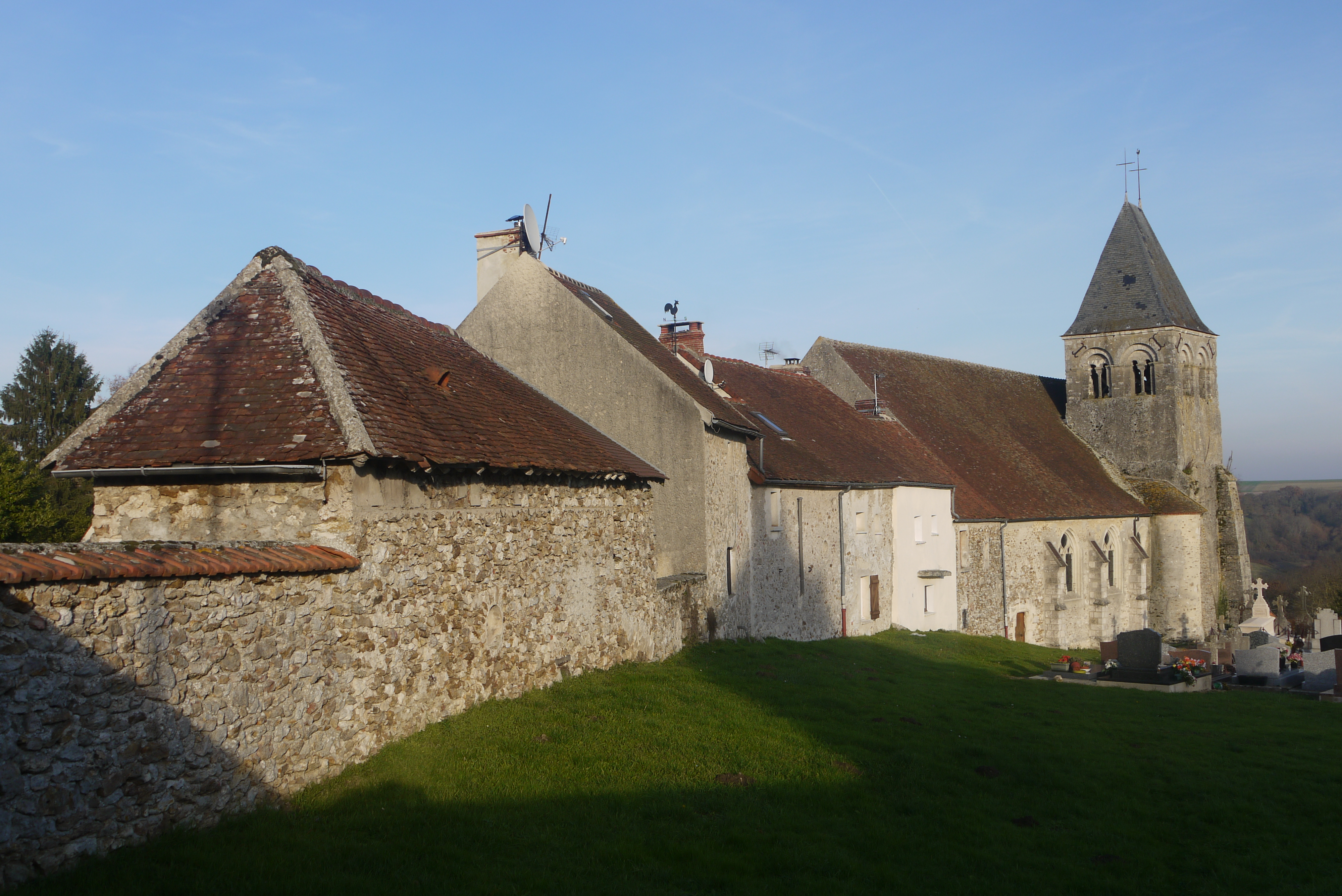
L'église, le cimetière et quelques maisons attenantes.

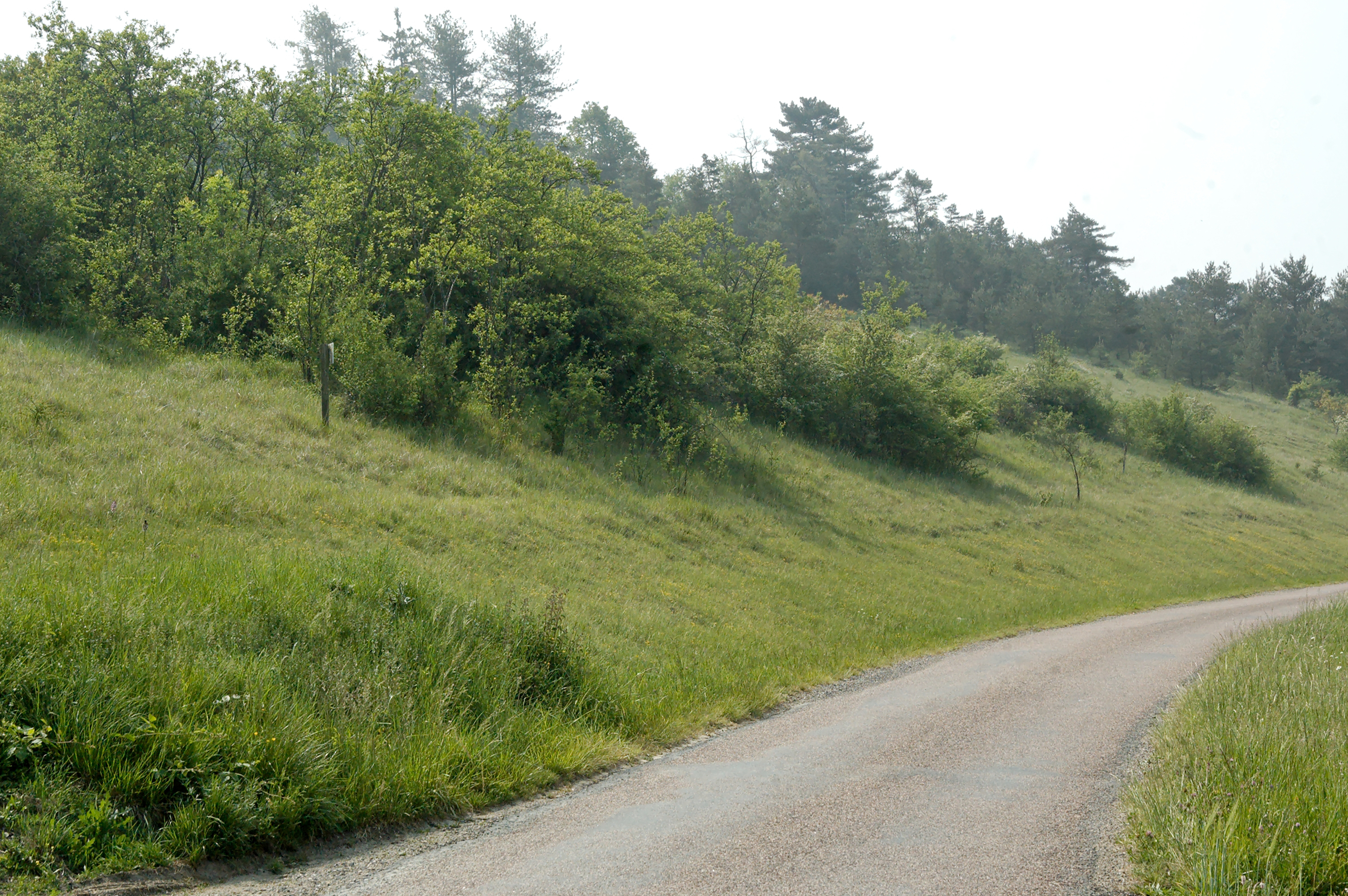
La butte Beaumont.

- L'église Saint-Martin : est inscrite à l'inventaire supplémentaire des monuments historiques.

Placée sous la protection de saint Martin, cette église, dont la construction remonte au XIe siècle, fut remaniée aux XVIe et XVIIe siècles. Elle est composée d'une nef, d'un chœur et de bas-côtés terminés chacun par une absidiole. Elle abrite une statue de la Vierge polychrome du XIIIe siècle. On remarquera également un chemin de croix en relief de très bonne facture, mais dont certaines stations ont subi des dégradations.
La nef et le chœur datent de la fin du XIe siècle et présentent d'intéressants chapiteaux primitifs. Le clocher, partiellement refait, contient encore quelques vestiges de son origine romane. Il est bâti sur l'extrémité orientale du collatéral sud. Les fonts baptismaux, sont une œuvre assez originale du XVe siècle.
Montlevon a accueilli une abbaye nommée "Picheny" aujourd'hui disparue. Un bas-relief d'inspiration Perse (Dynasties Sassanides) exposé au Musée Lapidaire de l'abbaye de Fontenay (21) lui est attribuée. 

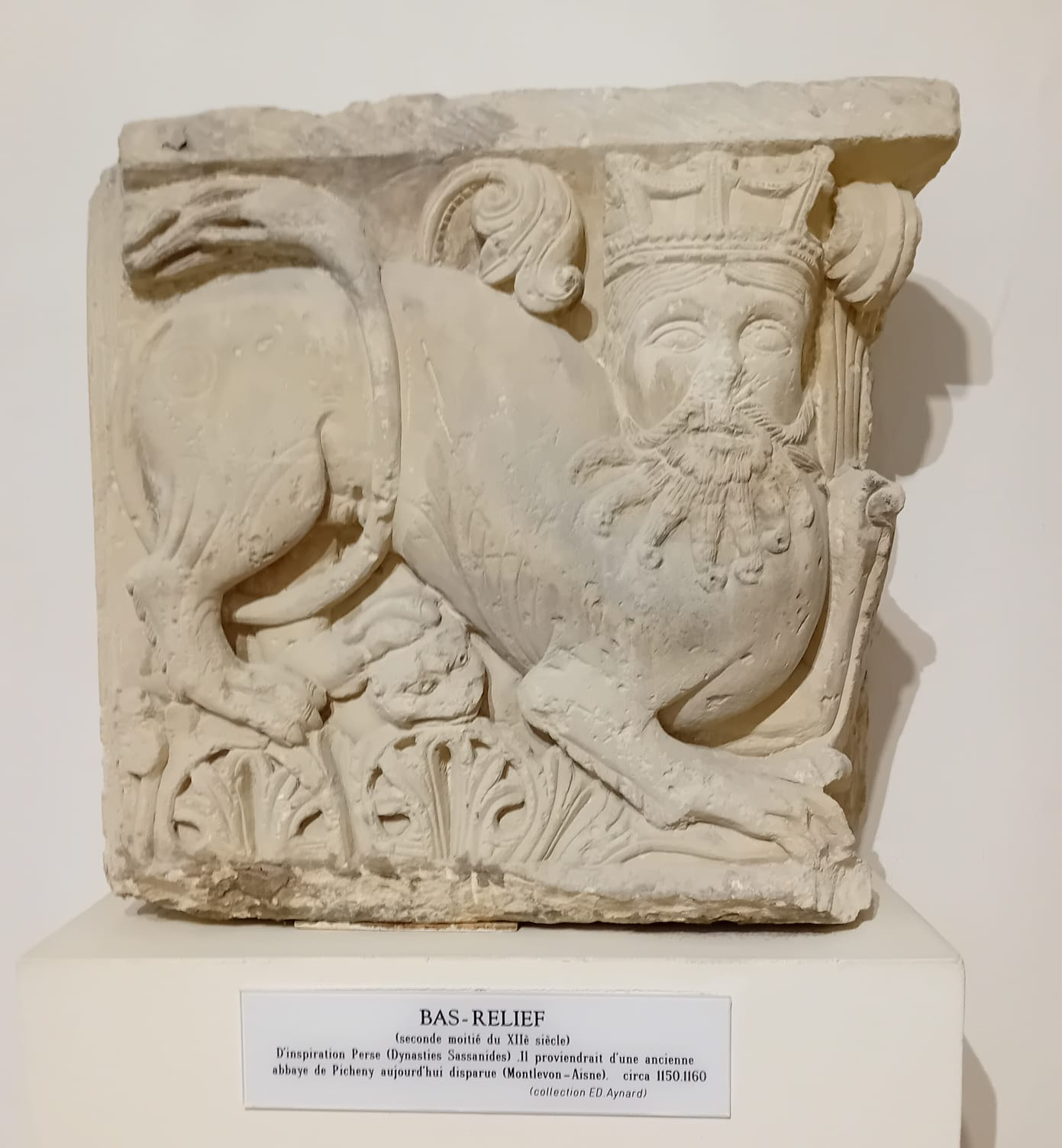
Bas-relief d'inspiration Perse (Dynasties Sassanides) exposé au Musée Lapidaire de l'abbaye de Fontenay (21)

Montlevon fut le siège d'une maladrerie réunie à l'Hôtel-Dieu de Château-Thierry en 1698.
Un des lavoirs de Montlevon a été illustré par la fable de Jean de La Fontaine L'âne et le chien.
D'autres lavoirs sont également à voir dans les hameaux de la commune : à Auclaine, au Mont Picheny et à Montharmault.
- La butte Beaumont en descendant vers Condé-en-Brie : s'y trouvent les vestiges d'un site romain fortifié (maintenant privé).

### Héraldique
| Blason de Montlevon | Blason  | Coupé émanché : au 1er de gueules à une tête de cheval coupée d'or, au 2d d'argent à la fasce ondée d'azur, à deux bouquets de quatre épis de blé tigés, feuillés et empoignés d'or, celui de dextre ployé en bande et celui de senestre ployé en barre, brochants. |
| Blason de Montlevon | Détails | La tête de cheval symbolise saint Martin, patron de la paroisse. La fasce ondée représente la rivière Dhuis qui arrose la commune. Les bouquets d'épis de blé sont pour la grande agriculture céréalière du plateau de la Brie. Enfin, le coupé émanché fait apparaître deux monts : Montlevon et le mont Picheny, mais également la vallée de la Dhuis. Le statut officiel du blason reste à déterminer. |